# 開除 (美國國會)
開除（英語：Expulsion）是美国国会對所屬國會議員所能採取的最重紀律處分。《美國憲法》第一條第五款第二節明定：「參眾兩院得各自規定本院的議事規則，處罰本院擾亂秩序的議員，並且得以三分之二的同意，開除本院的議員。」開除眾議院議員的程序與開除參議院議員的程序略有不同。
譴責則是另一種略輕的紀律處分，也是對議員的正式制裁，但不會免去議員職務。

## 開除程序
目前，紀律處分程序始於向相關國會委員會提交開除或譴責議員的決議。在眾議院是常設的倫理委員會，在參議院則是倫理專門委員會。委員會隨後或繼續要求其他議員對涉事議員提出控訴，或就其行為展開調查。有時，議員可能就導致建議開除或譴責的事項進行決議，要求對該議員或其事項召集調查小組。
《眾議院規則》第XI條（委員會程序及未竟事宜）規定，公職人員行為準則委員會有權調查議員「在履行職務或責任時違反任何適用於該員行為的法律、條規、章程、或其他行為準則」之指控。參議院道德特別委員會擁有同樣的管轄權。委員會隨後可向全體議員報告調查結果及進一步行動的建議。
啟動調查的委員會將成立調查小組收集證據、詢問證人、並舉行裁決聽證會，其後將投票表決，先認定該員是否真做出了該特定行為，之後再就開除或譴責之建議進行表決。若是建議開除，小組委員會將提交報告給眾議院或參議院的全體會議，議員可投票決定接受、拒絕、或修改，報告所列建議。依據《美國憲法》規定，開除最終處分需要三分之二的議員同意通過。

## 開除名單
歷史上，美國國會共開除過21名議員：15名參議員和6名眾議員。這21名議員中有17名是因於1861年和1862年支持美利堅聯盟國而遭開除。阿肯色州參議員威廉·金·塞巴斯提安的開除令則於其身後撤銷。美國憲法規定，眾議院席位出缺須經補選補足代表人數。多年來，譴責一直是國會較為常見的紀律處分形式，因為通過門檻要低得多。

## 進階閱讀
- Maskell, Jack. "Expulsion, Censure, Reprimand, and Fine: Legislative Discipline in the House of Representatives", Congressional Research Service, April 16, 2002.
- Maskell, Jack. "Recall of Legislators and the Removal of Members of Congress from Office", Congressional Research Service, March 20, 2003.
- "Senate History on Expulsion and Censure."
- Sorokin, Ellen. "In Congress' 213-year history, expulsion 'exceedingly rare'", The Washington Times, July 25, 2002.
- (报告). Congressional Research Service. November 7, 2023. R45078.